# Casasco
Casasco là một đô thị ở tỉnh Alessandria trong vùng Piedmont của Italia, có vị trí cách khoảng 110 km về phía đông của Torino và khoảng 30 km về phía đông nam của Alessandria. Tại thời điểm ngày 31 tháng 12 năm 2004, đô thị này có dân số 141 người và diện tích là 9,0 km².
Casasco giáp các đô thị: Avolasca, Brignano-Frascata, Garbagna, Momperone, và Montemarzino.